# 1272 Gefion
1272 Gefion (mednarodno ime je tudi 1272 Gefion) je asteroid v glavnem asteroidnem pasu. Spada med asteroide tipa S. Pripada asteroidni družini Gefion.

## Odkritje
Asteroid Gefion 10. oktobra 1931 je odkril Karl Wilhelm Reinmuth v Heidelbergu.